# San Paolino che libera lo schiavo
Il San Paolino che libera lo schiavo è un dipinto olio su tela (306×210 cm) di Giovanni Bernardino Azzolino databile al 1626-1630 e conservato presso il Pio Monte della Misericordia di Napoli.
La tela è conservata tutt'oggi presso lo stesso istituto per il quale fu eseguita, il Pio Monte della Misericordia. Inoltre essa costituisce una delle sette opere conservate negli altrettanti sette altari minori circostanti quello maggiore posto al centro della chiesa che, a sua volta, conserva le Sette opere di Misericordia del Caravaggio.
Il dipinto è stato per lungo tempo attribuito a Carlo Sellitto, di cui tuttora è ipotizzata la realizzazione delle parti meglio riuscite del dipinto (cioè lo schiavo liberato e il sultano), che mostrano con più evidenza l'influenza caravaggesca, influenza che l'Azzolino non aveva (il Sellitto comunque, sebbene possa aver iniziato l'opera, non poteva mai averla conclusa, essendo morto 16 anni prima).
L'opera richiama la leggenda di San Paolino, vescovo di Nola, che offre se stesso al re dei vandali per riscattare il figlio di una vedova. Ai piedi del santo vi è lo schiavo appena liberato dalle catene che bacia a terra in segno di ringraziamento, sullo sfondo alcune donne che esultano alzando le braccia al cielo ed in alto un'architettura classica incornicia una Gloria. 